# Carrollton (Illinois)
Carrollton és una població dels Estats Units a l'estat d'Illinois. Segons el cens del 2000 tenia 2.605 habitants.

## Demografia
Segons el cens del 2000, Carrollton tenia 2.605 habitants, 1.077 habitatges, i 724 famílies. La densitat de població era de 602,3 habitants/km².
Dels 1.077 habitatges en un 31,1% hi vivien nens de menys de 18 anys, en un 53,7% hi vivien parelles casades, en un 9,8% dones solteres, i en un 32,7% no eren unitats familiars. En el 29,9% dels habitatges hi vivien persones soles el 17,6% de les quals corresponia a persones de 65 anys o més que vivien soles. El nombre mitjà de persones vivint en cada habitatge era de 2,36 i el nombre mitjà de persones que vivien en cada família era de 2,92.
Per edats la població es repartia de la següent manera: un 23,7% tenia menys de 18 anys, un 8,2% entre 18 i 24, un 24,3% entre 25 i 44, un 22,1% de 45 a 60 i un 21,7% 65 anys o més.
L'edat mediana era de 40 anys. Per cada 100 dones de 18 o més anys hi havia 83,8 homes.
La renda mediana per habitatge era de 30.154 $ i la renda mediana per família de 37.368 $. Els homes tenien una renda mediana de 33.194 $ mentre que les dones 19.211 $. La renda per capita de la població era de 16.340 $. Aproximadament el 6,4% de les famílies i el 9% de la població estaven per davall del llindar de pobresa.

## Poblacions més properes
El següent diagrama mostra les poblacions més properes.